# Marion E. Hay

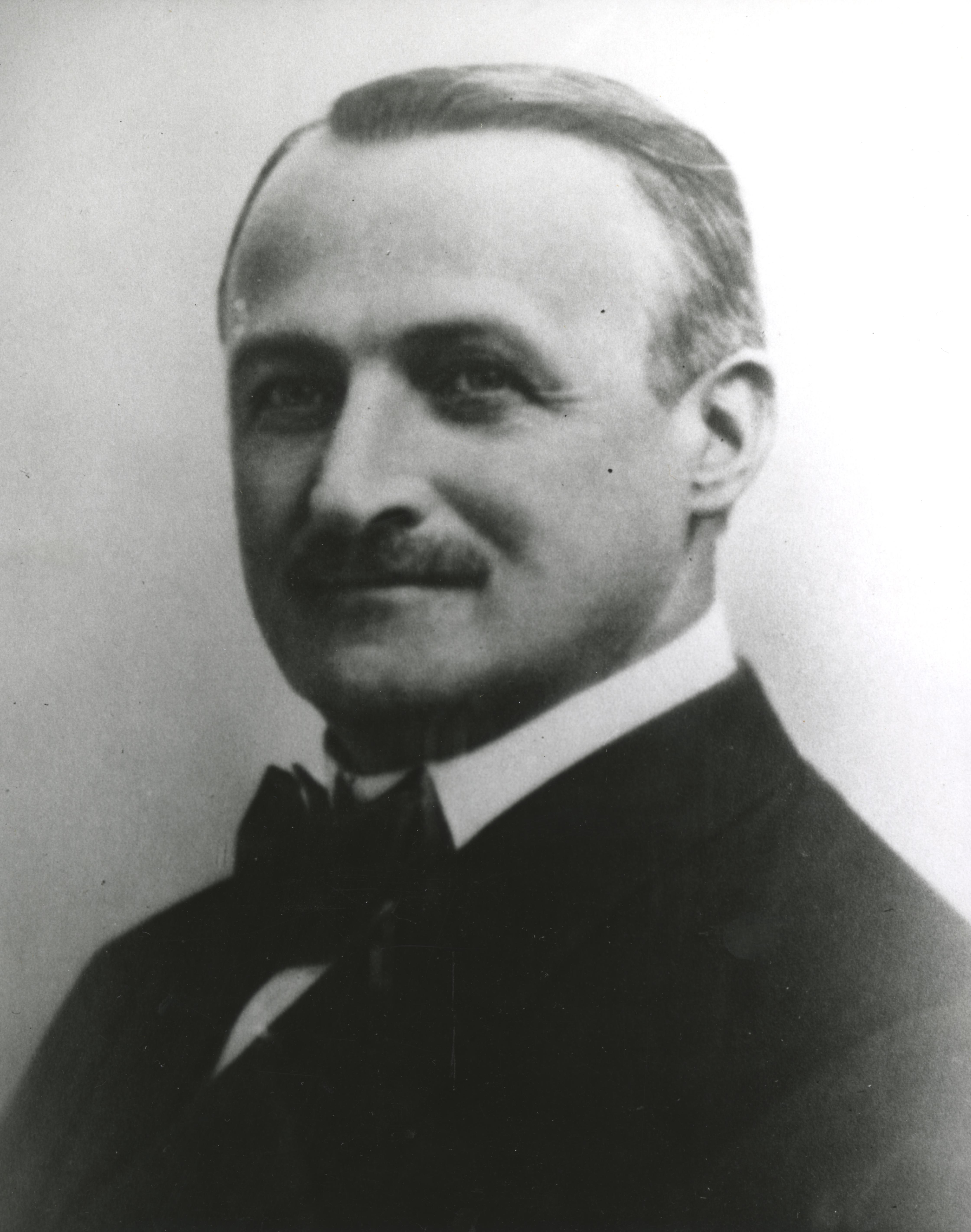
Marion E. Hay

Marion E. Hay (* 9. Dezember 1865 im Adams County, Wisconsin; † 21. November 1933 in Spokane, Washington) war ein US-amerikanischer Politiker und von 1909 bis 1913 der siebte Gouverneur des Bundesstaates Washington.

## Frühe Jahre
Hay besuchte das Bayless Commercial Business College in Dubuque (Iowa). Im Jahr 1888 zog er in das Washington-Territorium, wo er auf verschiedenen wirtschaftlichen Gebieten tätig war und ein angesehener Geschäftsmann wurde. Unter anderem war er Besitzer einer Getreidefarm in Kanada. Hays wurde zweimal zum Bürgermeister der Stadt Wilbur gewählt. 1908 siedelte er nach Spokane über. Im gleichen Jahr wurde er von der Republikanischen Partei für das Amt des Vizegouverneurs von Washington nominiert und von den Wählern auch in dieses Amt gewählt.

## Gouverneur von Washington
Gouverneur Samuel G. Cosgrove hatte noch vor seiner Amtseinführung einen Herzinfarkt erlitten und konnte bei der Amtseinführung nicht einmal seine Rede beenden. Schon am nächsten Tag begab er sich auf einen Genesungsurlaub nach Kalifornien und Vizegouverneur Hays wurde mit der Führung der Amtsgeschäfte betraut. Nach dem Tod Cosgroves am 28. März 1909 wurde er dann offiziell zu dessen Nachfolger, mit der Aufgabe, die noch bis Januar 1913 laufende Amtszeit zu beenden. Als Gouverneur setzte Hay einen Untersuchungsausschuss zur Aufdeckung von Korruption im öffentlichen Dienst ein. Auch einige Verfassungsänderungen wurden in seiner Regierungszeit verwirklicht. Dazu gehörte die Möglichkeit der Absetzung gewählter Amtsträger bei Gesetzesverstößen. Auch Bürgerbegehren wurden nun erlaubt und im Jahr 1910 wurde das Frauenwahlrecht im Staat Washington eingeführt. Das war neun Jahre, bevor es auf Bundesebene als Gesetz verankert wurde. Im Jahr 1909 wurde der Mount-Olympus-Nationalpark eröffnet und in Seattle fand die Alaska-Yukon-Pazifik-Ausstellung statt. Im Jahr 1912 scheiterte Hay mit dem Versuch, in seinem Amt bestätigt zu werden.

## Weiterer Lebenslauf
Nach dem Ende seiner Amtszeit kehrte Hay wieder nach Spokane zurück. Dort wurde er Präsident einer landwirtschaftlichen Kreditbeschaffungsvereinigung (Agricultural Credit Corporation). Politisch ist Hay dann nicht mehr in Erscheinung getreten. Er starb im Jahr 1933. Er war mit Elizabeth L. Moore verheiratet, mit der er sechs Kinder hatte.